# Charlotte Walther-Wipplinger
Charlotte Walther-Wipplinger (* 14. Juni 1911 in Kiel; † 1. Juli 1992 in Weitenegg bei Melk) war eine österreichische Malerin.

## Leben und Wirken
Charlotte Walther wurde 1911 in Kiel geboren. Den größten Teil ihrer Kindheit und Jugend (1913–1931) lebte sie in Hamburg. Nach dem Abitur absolvierte sie von 1931 bis 1934 ein Kunststudium an den Akademien und Universitäten in Hamburg, Wien und Paris (Académie de la Grande Chaumière). In Paris heiratete sie 1933 Evert Wipplinger (* 1911 in Wien). Es folgten von 1934 bis 1938 Aufenthalte in Österreich, Deutschland, Frankreich, Ungarn, Jugoslawien, Italien und Spanien. Von 1938 bis 1945 war ihr ständiger Wohnsitz mit ihrem Mann und ihren vier Kindern in Weitenegg an der Donau.
Im Jahr 1945 flüchtete die Familie nach Tirol und blieb dort bis 1948, wo ihr fünftes Kind geboren wurde. Wegen der russischen Besetzung Niederösterreichs konnte die Familie nicht nach Weitenegg zurückkehren. Von 1948 bis 1952 war Wien ihr neuer Wohnsitz. Von 1952 bis 1955 lebte die Familie in Südamerika, abwechselnd in Buenos Aires und in Rio de Janeiro. Im Jahr 1955 erfolgte die Rückkehr nach Weitenegg, und bis 1991 war dieser Ort wieder ständiger Wohnsitz. Von hier wurden Reisen nach Spanien, Italien, Deutschland, Frankreich und Griechenland unternommen. Am 1. Juli 1992 verstarb Charlotte Walther-Wipplinger in Weitenegg.

## Ausstellungen (Auswahl)
Im Zeitraum von 1933 bis 1985 stellte Charlotte Walther-Wipplinger ihre Werke in acht Einzel- und acht Gruppenausstellungen vor allem in Wien und in Hamburg aus, aber auch in Niedersachsen (Hildesheim, Worpswede), in Paris und in Südamerika (Buenos Aires, Rio de Janeiro):
- 1933: Paris – Galerie Vignon
- 1935: Hamburg – Kunstraum Lüders
- 1936: Hamburg – Kunstraum Lüders
- 1937: Hamburg – Kunstraum Lüders
- 1937: Hildesheim – Kunstverein
- 1938: Hamburg – Kunstraum Lüders
- 1943: Brünn – Künstlerhaus
- 1948: Wien – Galerie Würthle
- 1950: Wien – Sezession
- 1952: Wien – Wiener Werkstätten
- 1952: Wien – Delarue
- 1955: Buenos Aires – Atelier
- 1955: Rio de Janeiro – Atelier
- 1957: Baden bei Wien – Kunstverein
- 1985: Worpswede bei Bremen – Worpsweder Kunsthalle
- 1985: Wien – Nö. Landesmuseum
- 2002: Melk – Galerie der Bezirkshauptmannschaft